# نوام نیسان
نوام نیسان (عبری: נעם ניסן‎ ; متولد 20 ژوئن 1961) دانشمند کامپیوتر اسرائیلی، استاد علوم کامپیوتر در دانشگاه عبری اورشلیم است. او برای تحقیقاتش در نظریه پیچیدگی محاسباتی و نظریه بازی‌های الگوریتمی شناخته شده‌است. نیسان در سال 1984 در مقطع کارشناسی فارغ‌التحصیل شد. او برای تحصیلات تکمیلی به دانشگاه کالیفرنیا، برکلی رفت و مدرک دکترا گرفت. او در سال 1990 پس از اخذ مدرک فوق دکترا در موسسه فناوری ماساچوست به هیئت علمی دانشگاه عبری پیوست.